# Pyrausta cingulata
Pyrausta cingulata là một loài bướm đêm thuộc họ Crambidae. Nó được tìm thấy ở châu Âu.

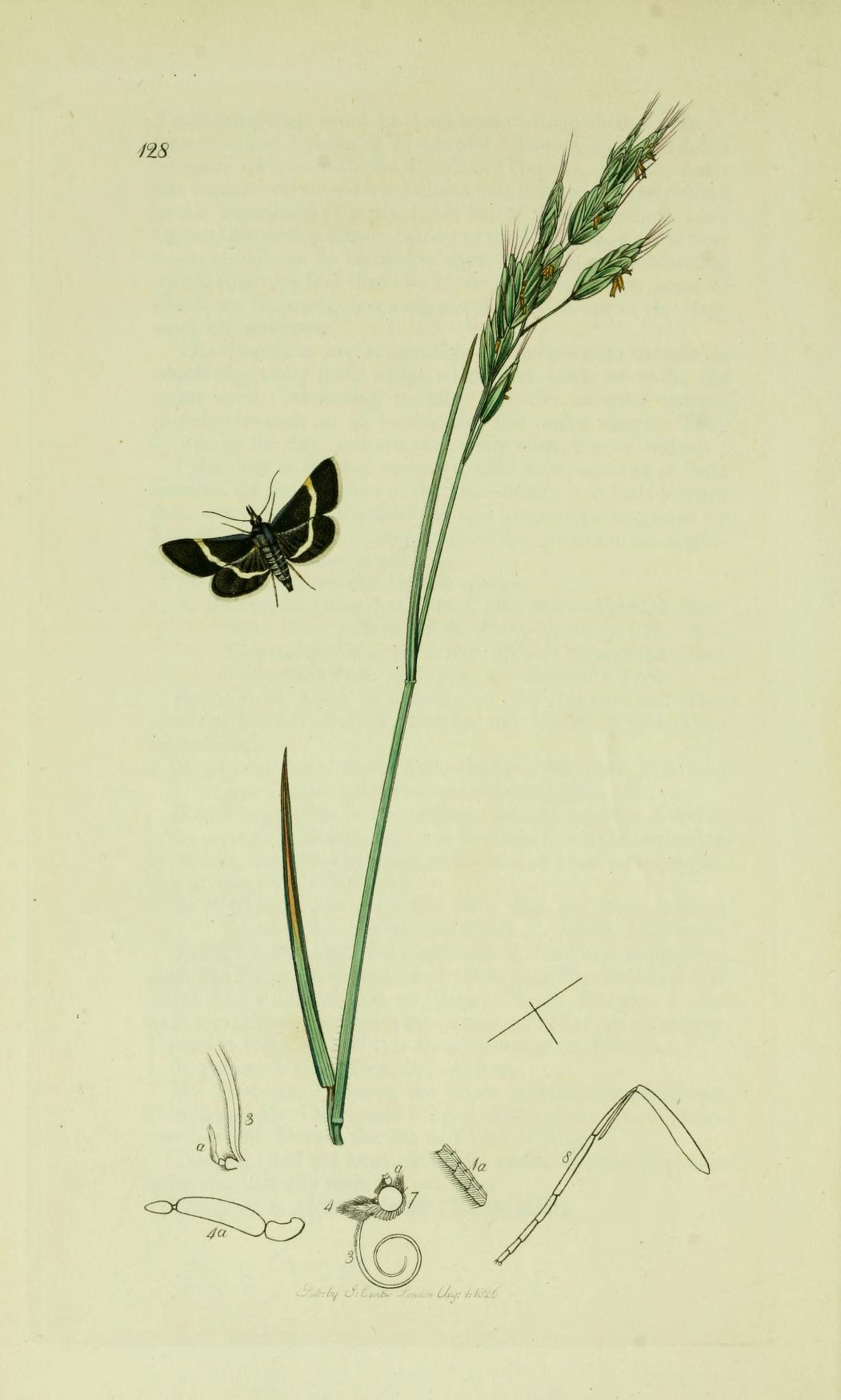
Minh họa từ John Curtis's British Entomology Volume 6

Sải cánh dài 14–18 mm. Con trưởng thành bay từ tháng 5 đến tháng 8 tùy theo địa điểm.
Ấu trùng có thể ăn Thymus polytrichus.

## Hình ảnh

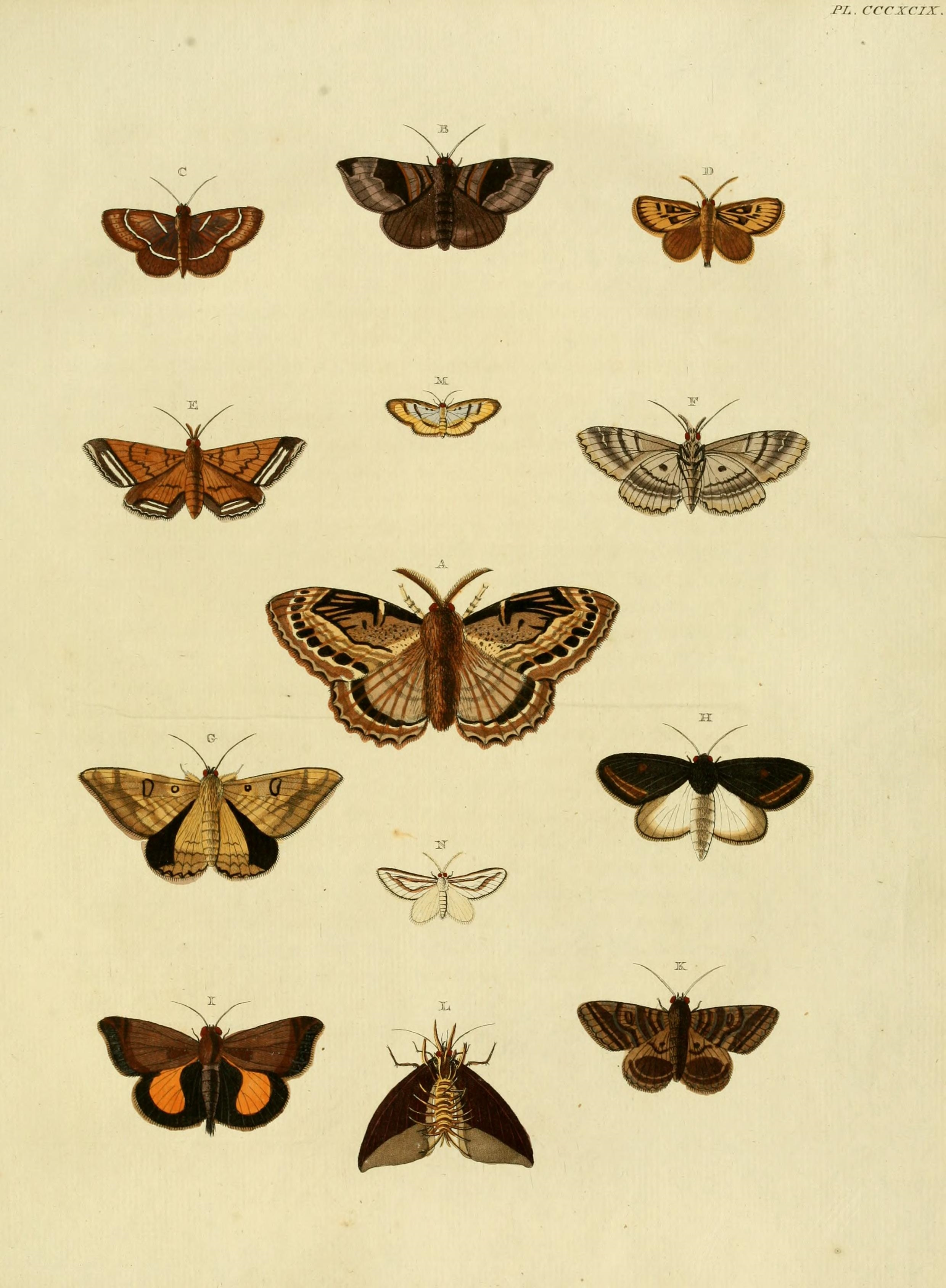